# Lagascea
Lagascea, biljni rod iz porodice glavočika (Compositae) smješten u podtribus Helianthinae, dio tribusa Heliantheae.
Postoji 9 priznatih vrsta, grmovi rašireni od jugozapada SAD–a do tropske Amerike.

## Vrste
1. Lagascea angustifolia DC.
2. Lagascea aurea Stuessy
3. Lagascea decipiens Hemsl.
4. Lagascea espinalii Pruski
5. Lagascea helianthifolia Kunth
6. Lagascea heteropappus Hemsl.
7. Lagascea mollis Cav.
8. Lagascea palmeri B.L.Rob.
9. Lagascea rigida (Cav.) Stuessy

## Sinonimi
- Nocca Cav.; Ic. 3: 12. t. 224 (1794)
- Calhounia A.Nelson; Univ. Wyoming Publ. Bot. 1: 55 (1924)